# Worthing (Norfolk)
Worthing – wieś w Anglii, w hrabstwie Norfolk. Leży 27 km na północny zachód od Norwich i 155 km na północny wschód od Londynu.